# 野外大赛车
《野外大赛车》是一款由Jaleco制作和发行的竞速游戏。本游戏先于1989年在街机发行，后移植至其他平台。游戏于1991年3月20日在日本地区超级任天堂发行。
玩家控制着一辆赛车在非洲进行竞速游戏。游戏从利比亚的黎波里出发，前往西非。